# Citharomangelia townsendi
Citharomangelia townsendi é uma espécie de gastrópode do gênero Citharomangelia, pertencente à família Mangeliidae.